# Cetopsidium roae
Cetopsidium roae es una especie de pez de la familia Cetopsidae en el orden de los Siluriformes.

## Morfología
• Los machos pueden llegar alcanzar los 4,1 cm de longitud total.
- Número de  vértebras: 38-41.[1]

## Hábitat
Es un pez de agua dulce y de clima tropical.

## Distribución geográfica
Se encuentran en Sudamérica: Rupununi (Guayana).